# Адорант

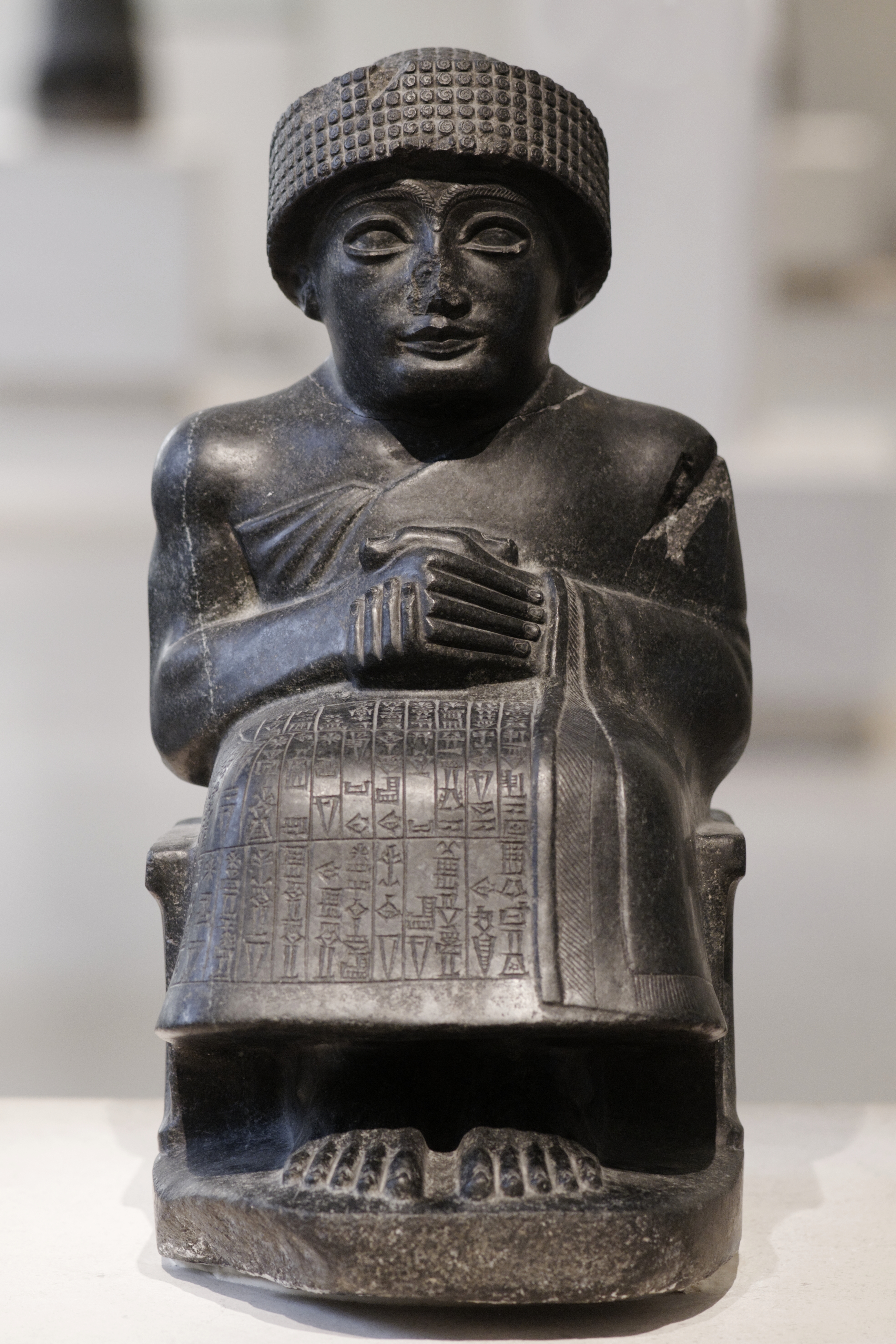
Статуя Гудеа в формі адоранта

Адорант (лат. Orans — той, що захоплюється; той, що молиться) — людина, що захоплюється кимось, обожнює, возвеличує предмет свого захоплення. У Стародавній Месопотамії фігурка людини, яку виготовляли з м'яких порід каменю, а пізніше — глини, що встановлювалася в храмі для того, щоб молитися за людину, яка його поставила.
Статуя адорантів мала вигляд людини, що сидить або стоїть і молиться зі складеними на грудях руками. Обличчя, зазвичай, виконувалася ретельніше, ніж тулуб, хоча і мало відповідати певним умовностям, що позбавляло скульптури індивідуальних рис.
На плечі адорантів, зазвичай, був вибитий напис, що повідомляє, хто був його власником. Відомо про знахідки, коли перший напис було стерто та пізніше замінено іншим.